# Il sogno di Scipione (Metastasio)
Il sogno di Scipione (deutsch: „Der Traum des Scipio“) ist ein Libretto zu einer azione teatrale in einem Akt von Pietro Metastasio. Geschrieben wurde es mit der Vertonung von Luca Antonio Predieri zum 1. Oktober 1735 zum Geburtstag Kaiser Karls VI. in Wien. Es ist unsicher, ob diese Aufführung tatsächlich stattfand. Es wurde am 6. Oktober 1743 in Wien aufgeführt.

## Handlung
Die Handlung basiert auf Motiven von Ciceros Somnium Scipionis aus dem sechsten Buch seines Werks De re publica.

“A pochi può essere ignoto Publio Cornelio Scipione, il distruttor di Cartagine. Fu egli nipote per adozione dell’ altro, che l’ avea resa tributaria di Roma, (e che noi, a distinzione del nostro chiameremo sempre col solo prenome di Publio,) ed era figliuolo di quell’ Emilio, da cui Perseo, il Re di Macedonia, fu già condotto in trionfo. Unì il nostro Eroe così mirabilmente in sè stesso le virtù del’ avo e del padre, che il più eloquente romano volle perpetuarne la memoria nel celebre sogno da lui felicemente inventato; e il quale ha servito di scorta al presente drammatico componimento. Cic. in Somn. Scip. ex lib. de Repub. VI.”

„Nur wenigen dürfte Publio Cornelio Scipione, der Zerstörer Karthagos, unbekannt sein. Er war der angenommene Enkel des anderen, der es Rom tributpflichtig gemacht hatte (und den wir zur Unterscheidung zu dem unseren stets nur mit seinem ersten Namen Publius nennen werden), und der Sohn des Emilio, von dem Perseo, der König von Makedonien, bereits triumphal gefangen genommen worden war. Unser Held vereinigte in sich so bewundernswert die Tugenden des Großvaters und des Vaters, dass der sprachgewaltigste Römer die Erinnerung im berühmten Traum seiner glücklichen Erfindung bewahren wollte; und dieser diente als Grundlage des gegenwärtigen Dramas. Cic. in Somn. Scip. ex lib. de Repub. VI.“

Der römische Feldherr Scipione befindet sich in Afrika in der numidischen Residenz des Massinissa und ist eingeschlafen. Im Traum wird er von den beiden Allegorien der Beständigkeit (La Costanza) und des Glücks (La Fortuna) aufgefordert, sich für eine von ihnen als Gefährtin auf seinem Lebensweg zu entscheiden. Scipione ist zunächst unentschlossen. Die Allegorien gewähren ihm Fragen – Costanza darf er fragen, so viel er möchte, aber Fortuna besteht auf kurzen Fragen, da sie stetigen Wechsel braucht. Zunächst erfährt Scipione, dass er sich nicht mehr in Afrika, sondern im Himmelstempel befindet. Costanza erklärt ihm das Zustandekommen der himmlischen Harmonie durch den Zusammenklang der verschiedenen gegensätzlichen Sphären. Sie ist auf der Erde nicht wahrzunehmen, weil sie die Sinneskräfte der Menschen überschreitet. Ihre Erklärungen werden von der ungeduldigen Fortuna unterbrochen, die endlich Scipiones Entscheidung hören möchte. Scipione will aber zunächst einiges über die Bewohner dieses Reichs erfahren. Zur Erklärung erscheint sein Adoptiv-Großvater Publio mit einem Chor von Helden. Scipione vermutet zunächst, die Verstorbenen wiederzusehen, aber Publio erklärt, nicht wirklich gestorben zu sein. Seine unsterbliche Seele lebe als Lohn seiner Verdienste für das Allgemeinwohl in diesen ewigen Wohnstätten weiter. Auch Scipiones Vater Emilio ist hinzugetreten, aber von ihm nicht sofort erkannt worden. Als Scipione sich darüber wundert, dass Emilio seine Freude über ihr Wiedersehen nicht zu teilen scheint, erklärt dieser ihm, dass die Freude hier nicht wie auf der Erde auf den Kummer folge, sondern höher stehe. Er zeigt ihm die Erde, die vom Himmel aus nur als kleiner Punkt zu sehen ist. Von hier oben aus lache man über die törichten Menschen, die sich über nichtige Gründe erregen. Scipione ist beeindruckt vom Gesehenen und wünscht, hier bleiben zu können. Seine Aufgaben auf der Erde sind aber noch nicht erfüllt. Publio teilt ihm mit, dass er nach seinen Erfolgen im iberischen Feldzug Karthago endgültig vernichten müsse. Dabei seien einige Widerstände zu überwinden (→ Dritter Punischer Krieg). Scipione erklärt sich bereit, dem Willen des Schicksals zu gehorchen. Nun drängt ihn auch Costanza, seine Wahl zu treffen und sich für einen der beiden Lebenswege zu entscheiden. Fortuna, empfiehlt ihm, sich für das Glück zu entscheiden. Sie sei es, die über jedes Übel gebiete, Freud und Leid austeile, Reiche entstehen lasse, zerstöre und neu erbaue. Costanza antwortet jedoch, dass die Beständigkeit dem Glück übergeordnet sei. Durch die Zeit werden seine Schrecken ausgeglichen. Scipione ist überzeugt und entscheidet sich für Costanza. Fortunas Gaben lehnt er ab, ohne ihren Zorn zu fürchten. Fortuna ist empört und droht mit grauenvollem Unheil. Sofort erscheinen Nebel und Stürme – aber Scipione bleibt standhaft. Schließlich verschwindet die Himmelserscheinung, und Scipione findet sich auf der Erde wieder. Er beschließt, die Zeichen anzunehmen und der Beständigkeit treu zu bleiben.
Nach Abschluss des eigentlichen Werks folgt eine kurze Huldigungskantate, in der „Licenza“ Scipiones Entscheidung lobt und erklärt, dass er mit der zu huldigenden Person gleichzusetzen sei – in der ursprünglichen Fassung ist dies „Carlo“ (Kaiser Karls VI.), in Mozarts Fassung „Girolamo“ (Erzbischof Hieronymus von Colloredo). Ein Chor beendet das Stück.

## Geschichte
Il sogno di Scipione wurde wie auch Il palladio conservato zum 1. Oktober 1735, dem Geburtstag Kaiser Karls VI. geschrieben. Im Gegensatz zu letzterem wurde es allerdings nicht von den Erzherzoginnen selbst, sondern durch professionelle Sänger ausgeführt. Ob die Aufführung tatsächlich an diesem Tag stattfand, wird bezweifelt. In beiden Werken findet die eigentliche Handlung nicht auf der Bühne statt, sondern wird in den Gesprächen der Charaktere beschrieben. In Il sogno di Scipione greift Metastasio auf das damals beliebte Schema des Streitgesprächs zwischen Gottheiten zurück, das er bereits in La contesa de’ numi genutzt hatte. Der Wettstreit wird hier jedoch durch das Erscheinen von Scipiones Vater und Adoptiv-Großvater lebendiger gestaltet. Beide Werke stehen zudem in engem Zusammenhang mit den militärischen Rückschlägen Karls VI. in Italien während des Polnischen Thronfolgekriegs, die u. a. zum Verlust Neapels und Siziliens führten. Diese Verluste wurden zwei Tage nach der Geburtstagsfeier im Präliminarfrieden vom 3. Oktober vorläufig festgeschrieben. Während das Textbuch zu Il palladio conservato den Zusammenhang nur andeutet („azione teatrale allusiva alle vicende di quel tempo“), wird er bei Il sogno di Scipione konkret genannt („azione teatrale allusiva alle sfortunate campagne delle armi austriache in Italia“). Entsprechend häufig finden sich im Text Anspielungen auf diese Ereignisse. Da zum Zeitpunkt der Aufführung der endgültige Ausgang dieser Auseinandersetzungen noch ungewiss war (der Krieg wurde offiziell erst am 18. November 1738 im Frieden von Wien beendet), ist die Handlung optimistisch gehalten. So ist die auf der Erde nicht wahrnehmbare himmlische Harmonie, die durch ein Zusammenspiel gegensätzlicher Kräfte entsteht, ein Symbol dafür, dass sich die Missklänge (die militärischen Niederlagen) mit Abstand gesehen letztlich zur Harmonie (dem Sieg) zusammenfügen werden. Auch der militärische Auftrag, den Scipione in seinem Traum erhält, ist ein deutlicher Hinweis auf Karl VI., der sich durch die Rückschläge nicht entmutigen lassen soll. Metastasio vermeidet es dabei, hypothetische Siege zu feiern oder die Bedeutung der italienischen Verluste herunterzuspielen.
Die bekannteste Vertonung dieses Librettos stammt von Wolfgang Amadeus Mozart (→ Il sogno di Scipione). Er schrieb sie im Alter von fünfzehn Jahren für die Sekundiz (das 50-jährige Priesterjubiläum) des Salzburger Fürsterzbischofs Sigismund von Schrattenbach. Da dieser jedoch vorher starb, wurden Teile daraus am 1. Mai 1772 zur Einführung seines Nachfolgers Hieronymus von Colloredo aufgeführt.

## Vertonungen
Folgende Komponisten vertonten dieses Libretto:
| Komponist                                      | Uraufführung                                                           | Aufführungsort | Anmerkungen |
| ---------------------------------------------- | ---------------------------------------------------------------------- | -------------- | --- |
| Luca Antonio Predieri                          | 1. Oktober 1735, Hofburg, Tanzsaal                                     | Wien           | möglicherweise erst am 6. Oktober 1743 in Wien aufgeführt |
| Giovanni Porta                                 | Ende 1744, Salvatortheater                                             | München        | „Festspiel“ Der Traum des Scipio |
| Christoph Nichelmann                           | 27. März 1746, Königliche Hofoper oder „Comödiensaal auf dem Schlosse“ | Berlin         | „drammatico componimento“ in zwei Akten |
| Cinque                                         | 1750er Jahre                                                           |                | |
| Gregorio Sciroli                               | 1752                                                                   | Neapel         | Zuordnung unsicher |
| Josep Mir i Llussa                             | 1753                                                                   |                | Madrid |
| Giuseppe Sarti                                 | 1755                                                                   | Kopenhagen     | |
| Andrea Bernasconi                              | 6. Juli 1755                                                           | Nymphenburg    | „Pastorelle“ Il trionfo della costanza; Libretto bearbeitet von Paolo Honory; zur Hochzeit des Markgrafen Ludwig Georg von Baden-Baden mit Maria Josepha von Bayern                                                              |
| Johann Adolph Hasse                            | 7. Oktober 1758, Königlich-Polnisches Opernhaus                        | Warschau       | „azione teatrale“ zum Geburtstag Augusts III. nur der erste Teil ist erhalten |
| Giuseppe Bonno                                 | 13. März 1763                                                          | Wien           | |
| Francesco Antonio Uttini                       | 1764                                                                   | Stockholm      | „dramatische Serenade“ |
| Girolamo Mango                                 | 1765, Hof von Raymund Anton von Strasoldo                              | Eichstätt      | Serenata |
| Luciano Xavier Santos                          | 1768, Palazzo Queluz                                                   | Lissabon       | „dramma per musica“ |
| Wolfgang Amadeus Mozart → Il sogno di Scipione | 1. Mai 1772, Fürstbischöflicher Palast                                 | Salzburg       | „azione teatrale“, KV 126; zur Einführung des neuen Erzbischofs Hieronymus von Colloredo; ursprünglich geplant für die Sekundiz des Salzburger Fürsterzbischofs Sigismund von Schrattenbach; vermutlich nur teilweise aufgeführt |
| Nicola Conforto                                | unbekannt                                                              |                | „serenata“ in zwei Akten |
| Judith Weir                                    | 1991                                                                   |                | Scipio’s Dream, Filmoper zum 200. Todestag von Mozart |

## Aufnahmen und Aufführungen in neuerer Zeit
- Johann Adolph Hasse:
  - 2005: Aufführung in Warschau.[33]
  - 2018: Aufführung in der St.-Martin-Kirche Zschopau beim Musikfest Erzgebirge und Live-Übertragung im Radio MDR Klassik. Barockorchester Wrocław, Leitung: Jaroslaw Thiel. Sänger: Lydia Teuscher (Costanza), Isabel Schicketanz (Fortuna), Franziska Gottwald (Publio) Julia Böhme (Emilio), Sebastian Kohlhepp (Scipio).[34]
- Wolfgang Amadeus Mozart:
  - Siehe → Il sogno di Scipione

## Digitalisate
1. ↑  Libretto als Digitalisat. In: Opere di Pietro Metastasio, Band 16, G. Foglierini, 1811.
2. ↑  Libretto (italienisch) der Serenata von Andrea Bernasconi, München um 1770 als Digitalisat beim Münchener Digitalisierungszentrum.
3. ↑  Partitur des ersten Teils der Serenata von Johann Adolph Hasse, um 1758 als Digitalisat und Notenausgabe beim International Music Score Library Project.
4. ↑  Partitur der azione teatrale von Wolfgang Amadeus Mozart, Leipzig 1880 als Digitalisat beim International Music Score Library Project.